# Odłupek

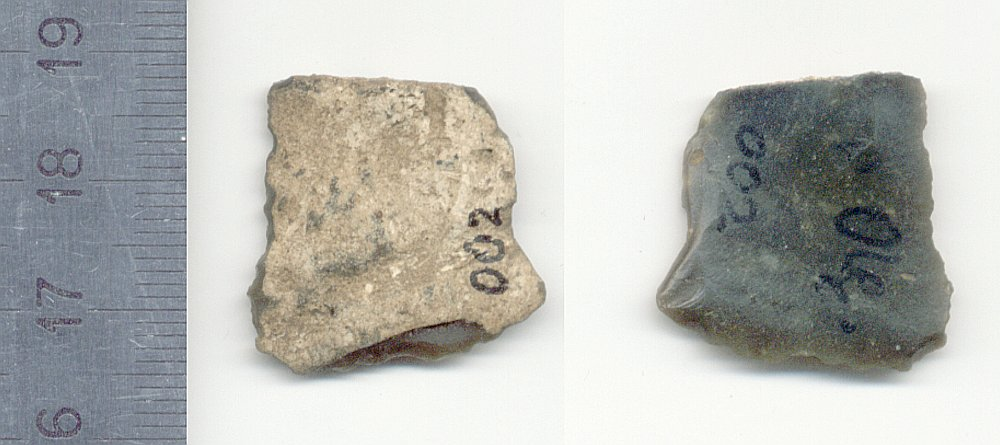
Odłupek odpadkowy

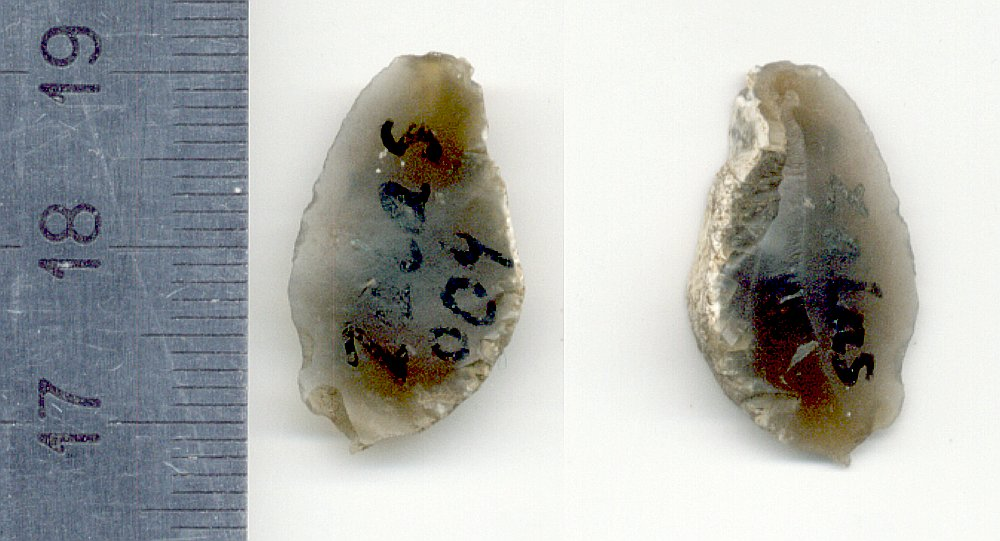
Odłupek

Odłupek – fragment surowiaka oddzielony na skutek intencjonalnego uderzenia. Powstaje poprzez uderzenie tłuczkiem w odpowiednio dobraną płaszczyznę surowiaka, zwaną piętą lub podstawą uderzeń. Z chwilą oddzielenia odłupka od surowiaka surowiak staje się jego rdzeniem, a powierzchnia surowiaka, powstała na skutek odłupania odłupka, to tzw. powierzchnia negatywowa.
Odłupek charakteryzuje się trzema zasadniczymi płaszczyznami, którymi są:
- płaszczyzna górna (strona górna) – zawierająca w sobie albo powierzchnię naturalną rdzenia (przy pierwszym odłupaniu), albo jego powierzchnię negatywową (przy kolejnym odłupaniu), albo obydwie powierzchnie jednocześnie, jeśli odłupano powierzchnię z fragmentami jeszcze nienaruszonymi i już wcześniej obłupanymi[1]. W tym ostatnim przypadku krawędzie oddzielające powierzchnie różnego typu nazywa się burtami lub graniami międzynegatywowymi[1].
- płaszczyzna dolna (strona dolna lub pozytywowa) – płaszczyzna, którą odłupek przylegał do rdzenia[2]. Płaszczyzna ta zawiera w sobie ślady przełamu intencjonalnego: sęczek  z zaznaczonym niekiedy stożkiem uderzenia, ponadto niekiedy różnego rodzaju skazy oraz tzw. fale odbicia wskazujące na sposób i kierunek odłupania odłupka[2]. Linia przedłużająca kierunek odbicia, powstająca wskutek uderzenia, zwana jest osią odłupka[2].
- piętka  – kawałek płaszczyzny rdzenia, tej, w którą uderzano, odbijając odłupek[2]

Odłupki dzieli się pod kątem proporcji na:
- odłupki, kiedy ich długość jest równa lub mniejsza od dwu szerokości[2]
- wióry, kiedy ich długość jest większa od dwu szerokości i jednocześnie krawędzie boczne przynajmniej w części są równoległe[2].

Wśród odłupków można wydzielić:
- narzędzia nieretuszowane (lub użytkowane) bez wtórnej obróbki (retuszu), tzn. takie, które najprawdopodobniej użytkowano bezpośrednio po odłupaniu[2].
- półsurowiec przeznaczony do dalszej przeróbki na narzędzia[2]
- odłupki odpadkowe, nie odpowiadające dwom pierwszym kategoriom[2].

Odłupki znajdowane są na stanowiskach archeologicznych kultur środkowego paleolitu: klaktońskiej, lewaluaskiej, tejackiej i mustierskiej. Odłupki spotykane są też w kulturze aszelskiej, często też występują razem z pięściakami. Odłupki wytwarzał m.in. Homo erectus i neandertalczyk.